# Neomegacoelum
Neomegacoelum is een geslacht van wantsen uit de familie van de Miridae (Blindwantsen). Het geslacht werd voor het eerst wetenschappelijk beschreven door Yasunaga in 1998.

## Soorten
Het genus is monotypisch en bevat alleen de volgende soort:

- Neomegacoelum vitreum (Kerzhner, 1988)